# Euphorbia richardsiae
Euphorbia richardsiae är en törelväxtart som beskrevs av Leslie Larry Charles Leach. Euphorbia richardsiae ingår i släktet törlar, och familjen törelväxter.
Artens utbredningsområde är Malawi.

## Underarter
Arten delas in i följande underarter:
- E. r. richardsiae
- E. r. robusta